# Lucien Bouchard
Pour les articles homonymes, voir Bouchard.
Lucien Bouchard, né le 22 décembre 1938 à Saint-Cœur-de-Marie, est un avocat et homme politique québécois.
Il est ministre canadien de l'Environnement au sein du gouvernement progressiste-conservateur de Brian Mulroney, puis l'un des fondateurs et le premier chef du Bloc québécois. Sous cette bannière, il est chef de l'opposition officielle à la Chambre des communes de 1993 à 1996.
Il est le 27e premier ministre du Québec, fonction qu'il occupe sous la bannière du Parti québécois de 1996 à 2001.

## Biographie

### Formation
Lucien Bouchard, complète ses études au Collège classique de Jonquière, en 1959, puis il obtient un baccalauréat en sciences sociales et un diplôme en droit de l'Université Laval en 1964. Il est admis au Barreau du Québec la même année et devient avocat.
Il pratique le droit à Chicoutimi jusqu'en 1985, tout en recevant plusieurs mandats du gouvernement du Québec au cours des années : président du comité d'arbitrage pour le secteur de l'éducation (1970 à 1976), procureur en chef pour la commission du travail et de l'industrie (commission Cliche — 1974 à 1975), coprésident de la commission d'étude sur les secteurs public et parapublic (commission Martin-Bouchard — 1975). Il travaille ensuite comme coordonnateur ou membre de plusieurs équipes spéciales pour le gouvernement dans les négociations avec les syndicats du secteur public.

### Début de carrière politique et diplomatique
La relation de Lucien Bouchard avec la politique est complexe : il s'est affilié au cours des années avec différents partis politiques prônant des idéologies fort différentes, allant jusqu’à en fonder un, le Bloc québécois.
Lucien Bouchard a été un nationaliste québécois durant toute sa carrière politique; ses convictions en tant que fédéraliste canadien ou souverainiste québécois ont varié. Il songe à travailler pour le Parti libéral du Québec lors de la campagne de 1970, mais est profondément ébranlé par les événements de la Crise d'octobre, surtout par l'imposition par le premier ministre canadien Pierre Elliott Trudeau de la Loi sur les mesures de guerre, une action demandée par le premier ministre du Québec de l'époque, Robert Bourassa. En même temps, il est un grand admirateur du premier ministre québécois René Lévesque, et prend plus tard l'habitude de citer René Lévesque dans ses discours.
Lucien Bouchard travaille pour l'option du « Oui » lors du référendum de 1980 au Québec. En 1985, il est nommé ambassadeur du Canada en France par le premier ministre du Canada Brian Mulroney, un ami proche qu'il avait rencontré à l'Université Laval. Il se joint au gouvernement progressiste-conservateur de Mulroney en 1988 à titre de Secrétaire d'État et plus tard ministre de l'Environnement, et quittera ce poste le 22 mai 1990. Tout en demeurant un nationaliste québécois, il croit que l'Accord du lac Meech proposé par Mulroney serait suffisant pour que le Québec demeure dans la Confédération canadienne.
Toutefois, quand une commission dirigée par Jean Charest recommande d'apporter des modifications à l'accord, Lucien Bouchard quitte les progressistes-conservateurs. Selon le biographe de Brian Mulroney, celui-ci se sent alors trahi par Bouchard et rejette son raisonnement, prétendant qu'il avait planifié de démissionner avant le rapport de la commission.

### Démission et nouveau parti
Comme plusieurs autres députés conservateurs du Québec, Lucien Bouchard est insatisfait des compromis du rapport Charest — qui sera rendu public le 17 mai —, destinés à adoucir les positions des provinces récalcitrantes du Manitoba et de Terre-Neuve. Considérant que de tels compromis sont inacceptables, Bouchard décide de rompre avec son vieil ami Brian Mulroney et de rendre publique sa dissidence.
Selon le biographe de Jacques Parizeau, le journaliste Pierre Duchesne, Lucien Bouchard demande à David Cliche, candidat péquiste défait dans la circonscription de Vimont et fils de Robert Cliche, de transmettre à Jacques Parizeau une offre de rapprochement.
Le 14 mai, l'émissaire de Bouchard rencontre Jacques Parizeau, pour lui annoncer que le ministre de l'Environnement du Canada, qui participe à une conférence en Europe, désire envoyer un message qui sera lu publiquement devant les dirigeants du Parti québécois, réunis à Alma, presque dix ans jour pour jour après le référendum de 1980.

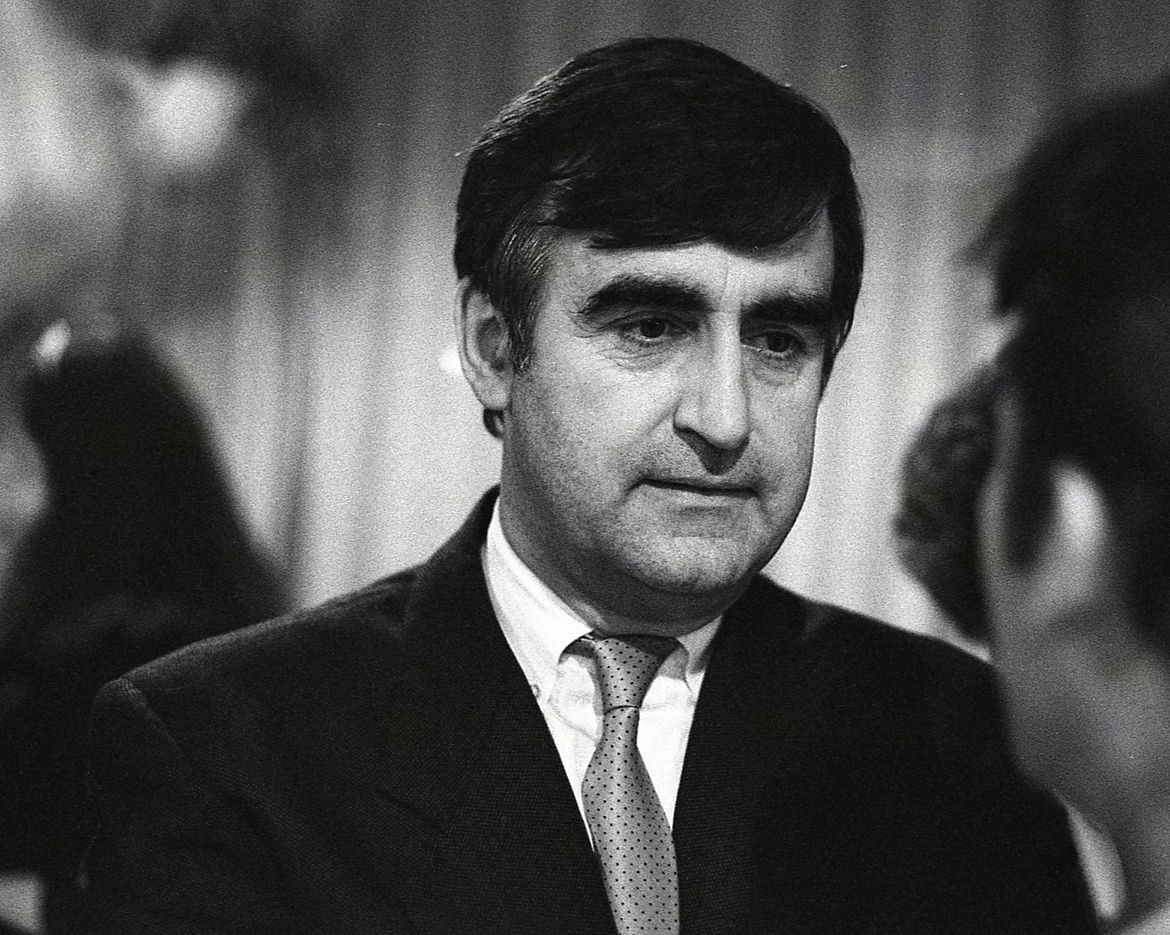
En 1990, après sa démission.

Le 19 mai 1990, Parizeau lit le « télégramme » aux 200 militants péquistes réunis au Centre régional d'éducation physique et des sports d'Alma. Rappelant « la franchise, la fierté et la générosité du OUI que nous avons alors défendu, autour de René Lévesque et de son équipe », le texte de Bouchard insiste sur la vision de René Lévesque, qui « a fait découvrir aux Québécois le droit inaliénable de décider eux-mêmes de leur destin. ». La lecture du télégramme de Bouchard par Jacques Parizeau soulève une onde de choc dans le monde politique canadien et enrage Brian Mulroney, qui apprend la nouvelle à la radio. Le 22 mai 1990, Bouchard démissionne de son poste de ministre et du caucus conservateur pour siéger en tant que député indépendant.
Après l'échec de Meech, Lucien Bouchard est rejoint par plusieurs collègues conservateurs et libéraux du Québec qui fondent avec lui le Bloc québécois, un parti souverainiste, pour représenter à Ottawa les intérêts du Québec.
Le Parti québécois fait campagne pour le Bloc lors de l'élection fédérale de 1993, afin de préparer le Québec pour la souveraineté, selon la stratégie des « trois périodes » du chef péquiste Jacques Parizeau. Lors de cette élection, le Bloc québécois remporte 54 des 75 circonscriptions québécoises. Le Bloc ayant remporté le deuxième plus grand nombre de sièges dans cette élection, Lucien Bouchard devient le premier chef de l'opposition officielle indépendantiste québécois à Ottawa.
En décembre 1994, Lucien Bouchard doit être amputé d'une jambe en raison d'une fasciite nécrosante, et devient possiblement la victime la plus célèbre de cette rare maladie. Il a fait ensuite aussitôt sa rééducation à l'Institut de réadaptation de Montréal.

### Référendum sur la souveraineté
Le 12 juin 1995, Lucien Bouchard signe, en tant que leader du Bloc québécois, une entente tripartite avec le chef du Parti québécois, Jacques Parizeau, et le chef de l'Action démocratique du Québec, Mario Dumont. Cette entente établit le chemin du référendum sur une « offre de souveraineté assortie d'un partenariat ». Fidèle aux convictions de René Lévesque, Bouchard convainc Parizeau d'inclure un plan d'association avec le Canada dans la question référendaire. Puis, il fait campagne avec les deux autres chefs pour l'option du Oui. Le premier ministre Jacques Parizeau mène d'abord la campagne du Oui, mais quand les appuis au Oui plafonnent, Lucien Bouchard, alors très populaire, devient le chef officieux de la campagne, lorsque Parizeau dévoile qu'il l'a choisi en tant que négociateur officiel du Québec pour le partenariat prévu dans l'entente.
Orateur charismatique, efficace, clair et laconique, il voit sa popularité augmenter avec son départ du gouvernement et son combat contre la maladie. Le soir du référendum, l'option souverainiste reçoit 49,42 % des suffrages exprimés.

### Premier ministre du Québec

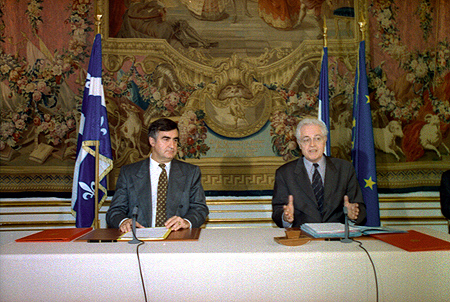
Avec Lionel Jospin le 6 avril 2000

Après la défaite de l'option souverainiste lors du référendum de 1995, Jacques Parizeau démissionne aussitôt de son poste de premier ministre du Québec. Lucien Bouchard démissionne quant à lui de son siège aux communes en 1996 et devient chef du Parti québécois le 27 janvier 1996. Il est assermenté premier ministre du Québec deux jours plus tard.
Sur la question de la souveraineté, Lucien Bouchard déclare qu'en raison de l'absence de « conditions gagnantes » — dont il ne précise pas la nature —, aucun référendum ne sera déclenché. Une des principales préoccupations du gouvernement Bouchard, et considérée comme faisant partie des conditions gagnantes, était la récupération économique à travers le « déficit zéro ».
Son leadership est remarqué durant la crise du verglas de janvier 1998. En compagnie du président d'Hydro-Québec, André Caillé, il fait publiquement le point sur la situation dans une conférence de presse télévisée quotidienne.
Estimant avoir été diffamé par l'analyste financier Richard Lafferty, qui en 1993 avait fait tenté une comparaison entre la démagogie d'Hitler et des nazis et la rhétorique des chefs nationalistes québécois, il intente une poursuite en diffamation contre Lafferty et sa société. La poursuite est entendue en 1999 et un jugement final est rendu par la Cour d'appel du Québec en 2003. Après avoir déterminé que le tribunal a connaissance d'office des atrocités commises par les nazis pendant la Seconde Guerre mondiale, la Cour d'appel reconnaît la nature diffamatoire des propos et condamne solidairement les défendeurs à payer des dommages-intérêts.

### Retraite

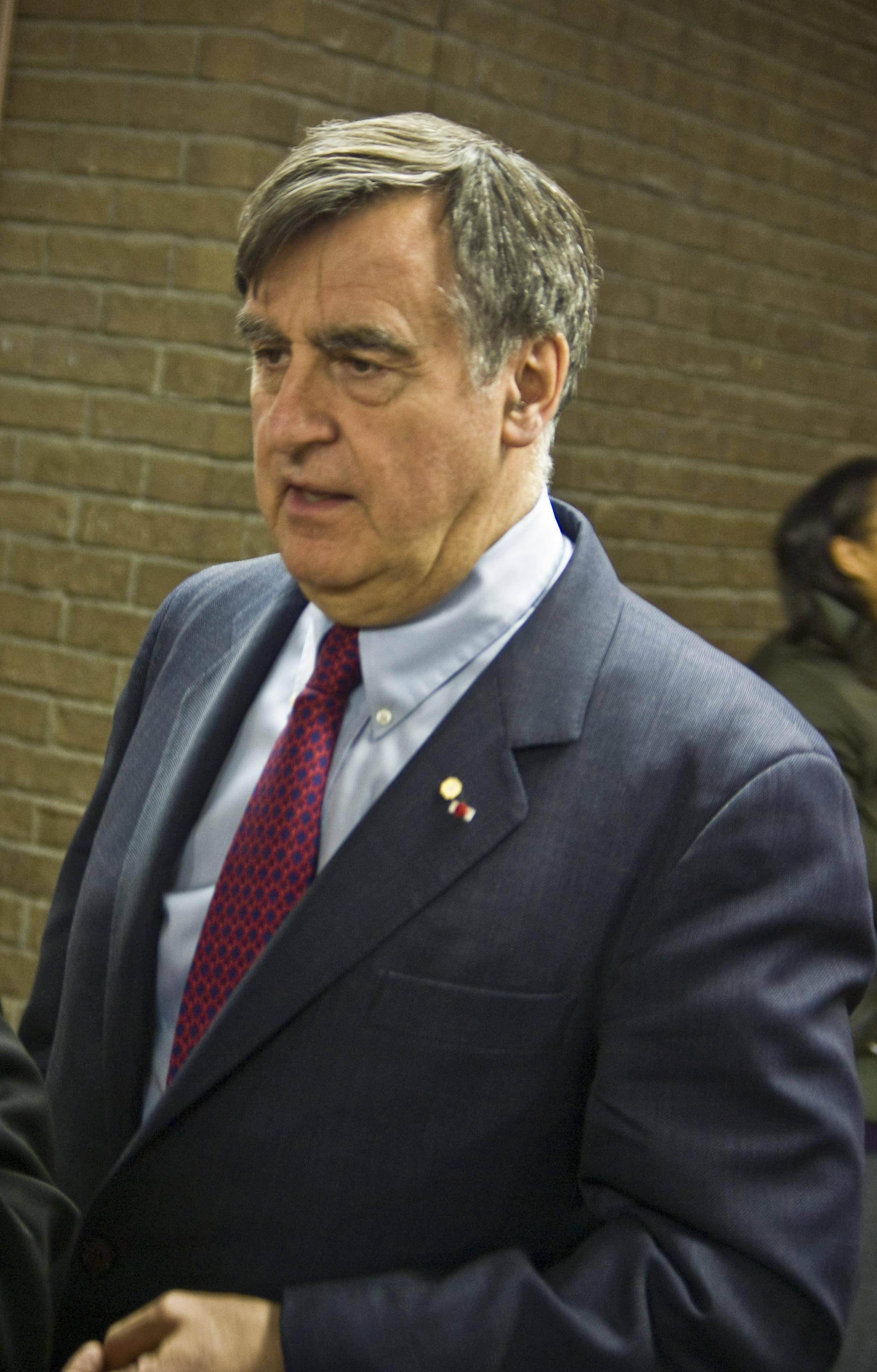
Le fonds d'archives de l'Équipe Spectra (P10006) est conservé au centre BAnQ Vieux-Montréal de Bibliothèque et Archives nationales du Québec. Lucien Bouchard à l'Université de Montréal en avril 2009.

Lucien Bouchard se retire de la vie politique le 8 mars 2001 en démissionnant de son poste de premier ministre et est alors remplacé par Bernard Landry. Il déclare que son échec à ranimer la flamme souverainiste est une cause de son départ, et il en prend la responsabilité dans un discours d'adieu poignant. D'autres ont spéculé que l'affaire Michaud, une controverse entourant des commentaires considérés antisémites de l'indépendantiste Yves Michaud, que Bouchard a prêtés à Michaud en les déformant à l'Assemblée nationale, lors de l'épisode de la motion scélérate, était un autre facteur favorisant le départ de Bouchard. Lucien Bouchard, considéré comme plus modéré sur la question de la souveraineté que les premiers ministres péquistes précédents, faisait également face aux critiques des radicaux de son parti, pour ne pas avoir engagé la province dans un troisième référendum sur la souveraineté dans le cours de son mandat, six ans après le second. Bouchard était aussi le père de deux jeunes fils qui, ainsi que leur mère, le réclamaient.

Le fonds d'archives de Lucien Bouchard (P718) est conservé au centre BAnQ Vieux-Montréal de Bibliothèque et Archives nationales du Québec.

## Retour à la pratique du droit
Depuis son retrait de la vie politique, Lucien Bouchard pratique le droit au sein de Davies Ward Phillips & Vineberg, un important cabinet d'avocat. Il agit en tant que négociateur, conseiller juridique et médiateur dans des dossiers commerciaux et, occasionnellement, en rapport avec des différends en relations de travail. Il siège aux conseils d'administration de plusieurs sociétés privées ainsi que d'organismes, notamment l'Orchestre symphonique de Montréal, dont il préside le conseil d'administration, TC Transcontinental, Saputo, Groupe BMTC et TFI International (antérieurement TransForce). En avril 2004, il participe au lancement du Centre d'études et de recherches internationales de l'Université de Montréal.
Le 8 septembre 2005, le réseau CTV annonce par erreur le décès de Lucien Bouchard. Le rapport est rapidement retiré. CTV affirma avoir reçu l'information de Radio-Canada; Radio-Canada nia avoir émis cette information.
Le 19 octobre 2005, Bouchard et onze autres personnalités québécoises de divers milieux et allégeances politiques publient un manifeste intitulé Pour un Québec lucide. Le manifeste met en garde la population vieillissante du Québec contre les défis auxquels elle fera face à l'avenir, sur les plans démographique, économique et culturel. Cela eut assez peu d'influence sur la course à la direction du Parti québécois de 2005, le document recevant un accueil tout autant mitigé au sein de la population en général. Mais le texte fut bien reçu dans d'autres milieux qualifié plus à droite et dans la page éditoriale du journal anglophone de Toronto, le The Globe and Mail par exemple. Malgré cette affirmation de M. Bouchard, Éric Caire, candidat défait par deux voix seulement pour succéder à Mario Dumont à la direction de l’Action démocratique du Québec, a suggéré à l’automne 2009 qu’« une caution morale de Lucien Bouchard serait déjà un engagement très fort » pour parrainer, « sans prendre une part plus active », une coalition de « centre-droite ».
Le 7 avril 2000, Lucien Bouchard reçoit un doctorat honoris causa en droit de l'Université Lumière Lyon-II.
Le 5 octobre 2006, Lucien Bouchard reçoit un deuxième doctorat honoris causa en droit, cette fois-ci, de la Faculté de Droit de l'Université de Montréal.
Le 27 avril 2007, Lucien Bouchard reçoit un troisième doctorat honoris causa de l'Université du Québec à Chicoutimi (UQAC).
Le 25 janvier 2011, Lucien Bouchard est nommé président du conseil d'administration de l'Association pétrolière et gazière du Québec (APGQ) afin de tenter de convaincre la population, devant la vaste opposition de cette dernière, du bien-fondé du développement de cette filière énergétique. Il entre en fonction le 21 février 2011 en remplacement de André Caillé. Talisman Energy annonce la fin de ses investissements au Québec et la compagnie met fin au contrat de Bouchard le 7 janvier 2013.

## Bilan
Le gouvernement de Lucien Bouchard a instauré certaines politiques controversées, incluant des coupes dans le budget des domaines de la Santé et de l'Éducation du Québec afin d'équilibrer le budget provincial déficitaire, ainsi que la fusion de plusieurs municipalités québécoises. Certains l'ont également critiqué pour ne pas avoir déclenché un troisième processus référendaire durant son mandat. Certains indépendantistes purs et durs attaquaient de front son leadership, notamment en raison de la nature fortement décentralisée du Parti québécois. Des aspects généralement plus appréciés de son héritage comprennent la création d'un réseau universel de services de garde à coût abordable, la création d'Emploi Québec, des taux de chômage en baisse, une économie québécoise remontante, et l'atteinte du budget équilibré. On se souvient de lui pour son charme, son éloquence et sa culture ; il était apprécié comme un gentleman par ses adversaires politiques et est perçu favorablement par plusieurs parmi les minorités ethniques québécoises, ainsi que les communautés anglophone et juive.
Le 6 mai 2006, le quotidien Le Devoir publie en première page les résultats d'un sondage révélant que la moitié des Québécois appuieraient le retour en politique de Lucien Bouchard, et qu'un parti mené par celui-ci aux côtés de Mario Dumont devancerait de loin le Parti québécois et le Parti libéral. Bouchard a toutefois affirmé par la suite que la porte demeurait fermée à un retour en politique active.

## Vie familiale et personnelle
Sur un plan plus personnel, Lucien Bouchard est le fils d'Alice Simard et de Philippe Bouchard. Il est le frère du renommé historien et sociologue Gérard Bouchard. Marié à Audrey Best le 17 février 1989 et séparé en mai 2003. Madame Best décède le 25 janvier 2011. Deux fils, Alexandre et Simon, sont nés de l'union de Lucien Bouchard et Audrey Best. Lucien Bouchard épouse Madame Solange Dugas le 18 mai 2013.

## Distinctions honorifiques
- 2021 : Citoyen d'honneur de la Ville de Montréal[20];
- Grand officier de l'Ordre national du Québec (19 juin 2008) ;
- Commandeur de la Légion d'honneur (9 octobre 2002) ;
- 2020 : Doctorat honorifique de l'Université Laval;
- 2007 : Doctorat honorifique de l'Université du Québec à Chicoutimi ;
- 2001 : Médaille Gloire de l'Escolle de l'Association des diplômés de l'Université Laval[1].

## Citations
- « Le nationalisme, c'est la potion magique des politiciens québécois ! » Commentaire fait à son chauffeur à propos des hourras de la foule à son endroit. Entendu pendant la campagne référendaire de 1995, tribune populaire coin Mont-Royal et De Bullion[réf. nécessaire].
- « Plus que jamais, il faudra rappeler que la démarche souverainiste en est une de générosité, de tolérance et d'ouverture. »[réf. nécessaire]
- « Le peuple québécois possède tous les atouts pour se tailler une place enviable dans le concert des nations. À la seule condition de rapatrier toutes ses ressources publiques, plutôt que de les disperser sur deux fronts conflictuels. »[réf. nécessaire]
- Au référendum de 1995, il avait dit : « Quand nous nous réveillerons le lendemain du référendum, nous serons un peuple !» (Discours de Lucien Bouchard du 25 octobre 1995)
- « Pourquoi on se priverait de développer une ressource présente dans notre sol? C'est une décision qu'on devra prendre comme celle prise pour le développement de l'hydroélectricité »[21]
- « Je vois la découverte au Québec de volumes importants de gaz naturel comme un atout très important pour notre développement économique et le financement des missions de notre État. En même temps, je suis tout à fait conscient de la nécessité de procéder à ce développement dans le plein respect d’exigences exemplaires du point de vue de l’environnement, de la sécurité publique, de la transparence et de l’acceptabilité sociale. S’impose également la nécessité de faire de ce développement une contribution réelle à l’enrichissement public et non pas seulement privé. J’amorcerai avec diligence avec les membres du conseil d’administration des rencontres intensives pour mettre au point avec eux la démarche responsable qu’ils se sont engagés à suivre, notamment en rapport avec les recommandations à venir du Bureau d’audiences publiques sur l’environnement. J’entends donc remplir mon mandat dans la conciliation des préoccupations et des enjeux de toutes les parties intéressées, mais surtout avec la certitude de devoir travailler dans le meilleur intérêt de notre collectivité. »[22]
- « Seule émerge la nécessité de garder confiance en notre avenir. Le non l'emporte, toutefois, le problème canadien reste entier, il se pose même ce soir de façon exacerbée. Si les fédéralistes d'Ottawa ne se rendent pas compte que le régime fédéral canadien n'a jamais été aussi fragile que ce soir, ils n'ont rien compris à ce qui vient de se passer. [...] Disons-leur, mes amis, qu'ils n'ont pas, comme ils espéraient, déraciné le projet souverainiste. L'idée habite encore trop de Québécoises et de Québécois pour s'éteindre maintenant. Bien au contraire, elle est plus vivante que jamais. Les "OUI" n'ont jamais été plus nombreux que ce soir, et nous sommes encore tous là! Gardons l'espoir, car la prochaine fois sera la bonne. Et , cette prochaine fois, elle pourrait venir plus rapidement qu'on le pense. » (Discours de Lucien Bouchard du 30 octobre 1995)[23]

## Résultats électoraux fédéraux

### Résultats électoraux de Lucien Bouchard
À venir.

### Résultats électoraux du Bloc québécois sous Bouchard
À venir.

## Résultats électoraux provinciaux

### Résultats électoraux de Lucien Bouchard
|       | Nom              | Parti                     | Nombre de voix | %      | Maj.   |
| ----- | ---------------- | ------------------------- | -------------- | ------ | ------ |
|       | Lucien Bouchard  | Parti québécois           | 24 920         | 94,8 % | 24 436 |
|       | Georges Butcher  | Progressiste conservateur | 484            | 1,8 %  | -      |
|       | Normand Dufour   | Loi naturelle             | 222            | 0,8 %  | -      |
|       | Stéphane Gagnon  | Indépendant               | 215            | 0,8 %  | -      |
|       | Claude Gagnon    | Indépendant               | 198            | 0,8 %  | -      |
|       | Gervais Tremblay | Démocratie socialiste     | 185            | 0,7 %  | -      |
|       | Jolly Taylor     | Sans désignation          | 57             | 0,2 %  | -      |
| Total | Total            | Total                     | 26 281         | 100 %  |        |

|       | Nom                       | Parti               | Nombre de voix | %      | Maj.   |
| ----- | ------------------------- | ------------------- | -------------- | ------ | ------ |
|       | Lucien Bouchard (sortant) | Parti québécois     | 20 475         | 60,5 % | 13 923 |
|       | Guylaine Caron            | Libéral             | 6 552          | 19,4 % | -      |
|       | Michel Chartrand          | Indépendant         | 5 023          | 14,8 % | -      |
|       | Hélène Vigneault          | Action démocratique | 1 686          | 5 %    | -      |
|       | Christian Lord            | Loi naturelle       | 120            | 0,4 %  | -      |
| Total | Total                     | Total               | 33 856         | 100 %  |        |

### Résultats électoraux du Parti québécois sous Bouchard
| Partis | Partis                | Chef                     | Candidats | Sièges | Sièges | Voix      | Voix   | Voix    |
| Partis | Partis                | Chef                     | Candidats | 1994   | Élus   | Nb        | %      | +/-     |
| --- | --------------------- | ------------------------ | --------- | ------ | ------ | --------- | ------ | ------- |
| | Parti québécois       | Lucien Bouchard          | 124       | 77     | 76     | 1 744 240 | 42,9 % | -1,88 % |
| | Libéral               | Jean Charest             | 125       | 47     | 48     | 1 771 858 | 43,6 % | -0,85 % |
| | Action démocratique   | Mario Dumont             | 125       | 1      | 1      | 480 636   | 11,8 % | +5,35 % |
| | Démocratie socialiste | Paul Rose                | 97        | -      | -      | 24 097    | 0,6 %  | -0,26 % |
| | Égalité               | Keith Henderson          | 24        | -      | -      | 12 543    | 0,3 %  | -0,02 % |
| | Bloc pot              | Marc-Boris Saint-Maurice | 24        | -      | -      | 9 944     | 0,2 %  | -       |
| | Loi naturelle         |                          | 35        | -      | -      | 5 369     | 0,1 %  | -0,72 % |
| | Marxiste-léniniste    |                          | 24        | -      | -      | 2 747     | 0,1 %  | -0,04 % |
| | Parti innovateur      |                          | 20        | -      | -      | 2 484     | 0,1 %  | -0,01 % |
| | Communiste            | André Cloutier           | 20        | -      | -      | 2 113     | 0,1 %  | -0,02 % |
| | Indépendant           | Indépendant              | 39        | -      | -      | 12 441    | 0,3 %  | -1,38 % |
| Total | Total                 | Total                    | 657       | 125    | 125    | 4 068 472 | 100 %  |         |
| Le taux de participation lors de l'élection était de 78,3 % et 46 691 bulletins ont été rejetés. Il y avait 5 254 482 personnes inscrites sur la liste électorale pour l'élection. |                       |                          |           |        |        |           |        |         |